# Loch (Stein)
Loch ([lɔx] ) ist ein Gemeindeteil der Stadt Stein im Landkreis Fürth (Mittelfranken, Bayern). Loch liegt in der Gemarkung Gutzberg.

## Geographie
Das Dorf liegt im Rangau etwa vier Kilometer südwestlich von Stein und etwa 3 Kilometer südlich von Oberasbach. Es ist von Acker- und Grünland umgeben. Die Landschaft um den Grundbach heißt nach dem Ort Locher Grund. 0,5 km westlich des Ortes liegt das Fürstenholz. Im Nordosten befindet sich der Fuchsbrunnen, der einen linken Zufluss des Grundbachs speist. Von Loch aus führen Gemeindeverbindungsstraßen nach Oberasbach (1,6 km nördlich), nach Oberweihersbuch (1,8 km östlich) und nach Unterbüchlein (1 km südwestlich).

## Geschichte
Loch wurde im Würzburger Lehenbuch von 1303 erstmals urkundlich erwähnt. Der Bischof verlieh dem Heinrich von Buttendorf unter anderem den Zehnten eines Hofes in Loch. Der Ortsname leitet sich vom althochdeutschen „loh“ (=Lichtung) ab.
Gegen Ende des 18. Jahrhunderts gab es in Loch fünf Anwesen. Das Hochgericht und die Dorf- und Gemeindeherrschaft übte das brandenburg-ansbachische Richteramt Roßtal aus. Grundherren waren das Kastenamt Cadolzburg (zwei Halbhöfe, ein Gut) und die Deutschordenskommende Nürnberg (zwei Halbhöfe).
Von 1797 bis 1808 unterstand der Ort dem Justiz- und Kammeramt Cadolzburg. Im Rahmen des Gemeindeedikts wurde Loch dem 1808 gebildeten Steuerdistrikt Großweismannsdorf zugeordnet. Es gehörte der im selben Jahr gegründeten Ruralgemeinde Gutzberg an.
Am 1. Juli 1972 kam Loch mit der Gemeinde Gutzberg zu Stein.

### Baudenkmäler
- Haus Nr. 1⁄2: ehemaliges Taglöhneranwesen; erdgeschossiges Gebäude, vermutlich noch Anlage des 17. Jahrhunderts (angeblich von 1685), baulich teils erneuert; teils Sandsteinquader, Südhälfte der Straßenseite mit Rundbogentür; nördliche Stirnseite aus Fachwerk; Rechtecktore später; Satteldach; Krüppelwalm mit überstehendem First[9]
- Haus Nr. 1: erdgeschossiges Wohnstallhaus, Sandsteinquader, wahrscheinlich von 1775; dreigeschossiger Giebel modern verputzt; profilierte Fensterbänke; Traufseittüre am Sturz bezeichnet „1775“; zugehörige Fachwerkscheune des 19. Jahrhunderts.[9]
- Haus Nr. 4: erdgeschossiges Wohnstallhaus mit breiter Giebelfront, massiv und verputzt; bereits im 18. Jahrhundert. Giebel, unter Putz aus Fachwerk; neue Rechtecktüre und Dachausbauten; rückwärtiger Giebel aus Sandsteinquadern (wahrscheinlich 19. Jahrhundert); zugehörige Scheune aus der ersten Hälfte des 18. Jahrhunderts, vor allem die nördliche Rücktraufseite noch Fachwerk aus der Bauzeit, ansonsten baulich teils erneuert; nach Osten Krüppelwalm mit überstehendem First[9]
- Haus Nr. 26: Wohnstallhaus mit Anbau[10]
- Haus Nr. 44: Wohnstallhaus[10]

### Einwohnerentwicklung
| Jahr      | 001818 | 001840 | 001861 | 001871 | 001885 | 001900 | 001925 | 001950 | 001961 | 001970 | 001987 |
| Einwohner | 24     | 57     | 50     | 58     | 52     | 33     | 43     | 51     | 59     | 54     | 67     |
| Häuser    | 6      | 7      |        |        | 8      | 8      | 8      | 6      | 13     |        | 24     |
| Quelle    | [ 12 ] | [ 13 ] | [ 14 ] | [ 15 ] | [ 16 ] | [ 17 ] | [ 18 ] | [ 19 ] | [ 20 ] | [ 21 ] | [ 1 ]  |

## Religion
Der Ort ist seit der Reformation evangelisch-lutherisch geprägt und war ursprünglich nach St. Laurentius (Roßtal) gepfarrt, seit Mitte des 20. Jahrhunderts ist die Pfarrei St. Jakobus (Oberweihersbuch) zuständig. Die Einwohner römisch-katholischer Konfession waren ursprünglich nach St. Walburga (Eibach) gepfarrt, jetzt ist die Pfarrei St. Albertus Magnus (Stein) zuständig.